# Korek (Grande-Pologne)
Pour les articles homonymes, voir Korek.
Korek est une localité polonaise de la gmina de Ceków-Kolonia, située dans le powiat de Kalisz en voïvodie de Grande-Pologne.